# El Capitan (superordinador)
Hewlett Packard Enterprise El Capitan, és un proper superordinador exaescala, allotjat al Lawrence Livermore National Laboratory a Livermore, Estats Units i que es preveu que entri en funcionament el 2024. Es basa en l'arquitectura Cray EX Shasta. Quan es desplega, es preveu que El Capitan substituirà a Frontier com el superordinador més ràpid del món.

## Disseny
El Capitan utilitzarà un nombre desconegut d'unitats de computació accelerada (APU) AMD Instinct MI300A. El MI300A consta de 24 nuclis de CPU basats en AMD Zen AMD64 i una GPU basada en CDNA 3 integrada en un sol paquet orgànic, juntament amb 128 GB de RAM HBM3.
Encara no s'ha anunciat la superfície i el nombre de bastidors per a El Capitan.
Els blades estan interconnectats mitjançant un commutador de 64 ports HPE Slingshot que proporciona 12,8 terabits/segon d'ample de banda. Els grups de fulles estan enllaçats en una topologia de libèl·lula amb un màxim de tres salts entre dos nodes qualsevol. El cablejat és òptic o de coure, personalitzat per minimitzar la longitud del cable. El cablejat total és de 145 km (90 mi).
El Capitan utilitza una arquitectura APU, on la CPU i la GPU comparteixen una interconnexió coherent interna al xip.

## Història
El Capitan va ser encarregat com a part de la iniciativa CORAL-2 del Departament d'Energia, destinada a substituir Sierra (superordinador), una màquina IBM / NVIDIA desplegada el 2018. The original design envisioned hundreds of thousands of GPUs and 40 MW of power. LLNL es va associar amb HPE Cray i AMD per construir el sistema.
Tres prototips d'El Capitan, anomenats rzVernal, Tioga i Tenaya, eren prou potents per figurar a la llista de superordinadors TOP200 el juny de 2023. rzVernal va arribar als 4,1 petaflops. A principis de juliol, els primers components d'El Capitan es van instal·lar a Lawrence Livermore, amb una instal·lació completa prevista a mitjans de 2024.